# شير (ولاية باتنة)
شير بلدة وبلدية تابعة لدائرة ثنية العابد في ولاية باتنة بالجزائر.

## معرض الصور

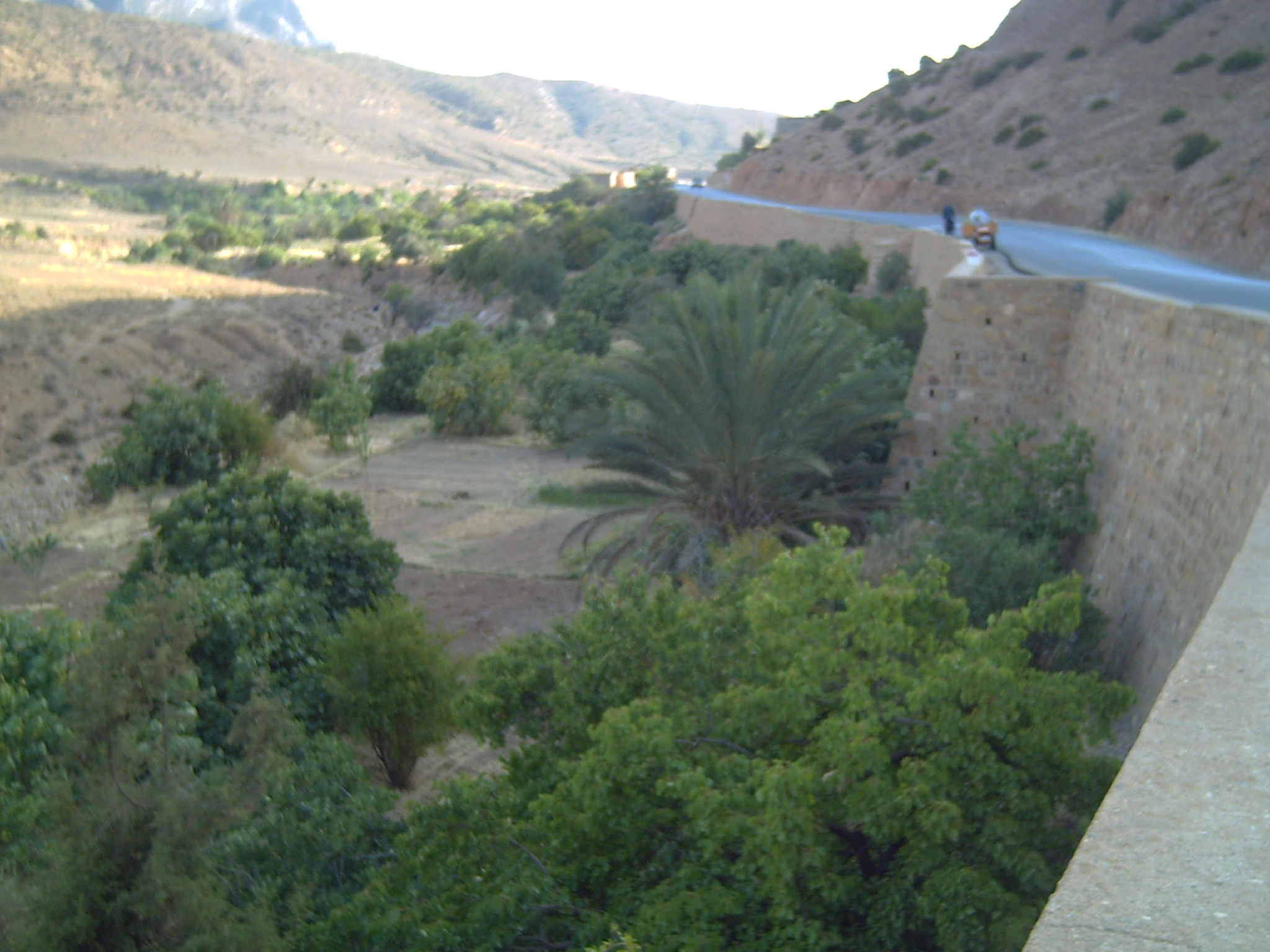
صورة سنان في شير
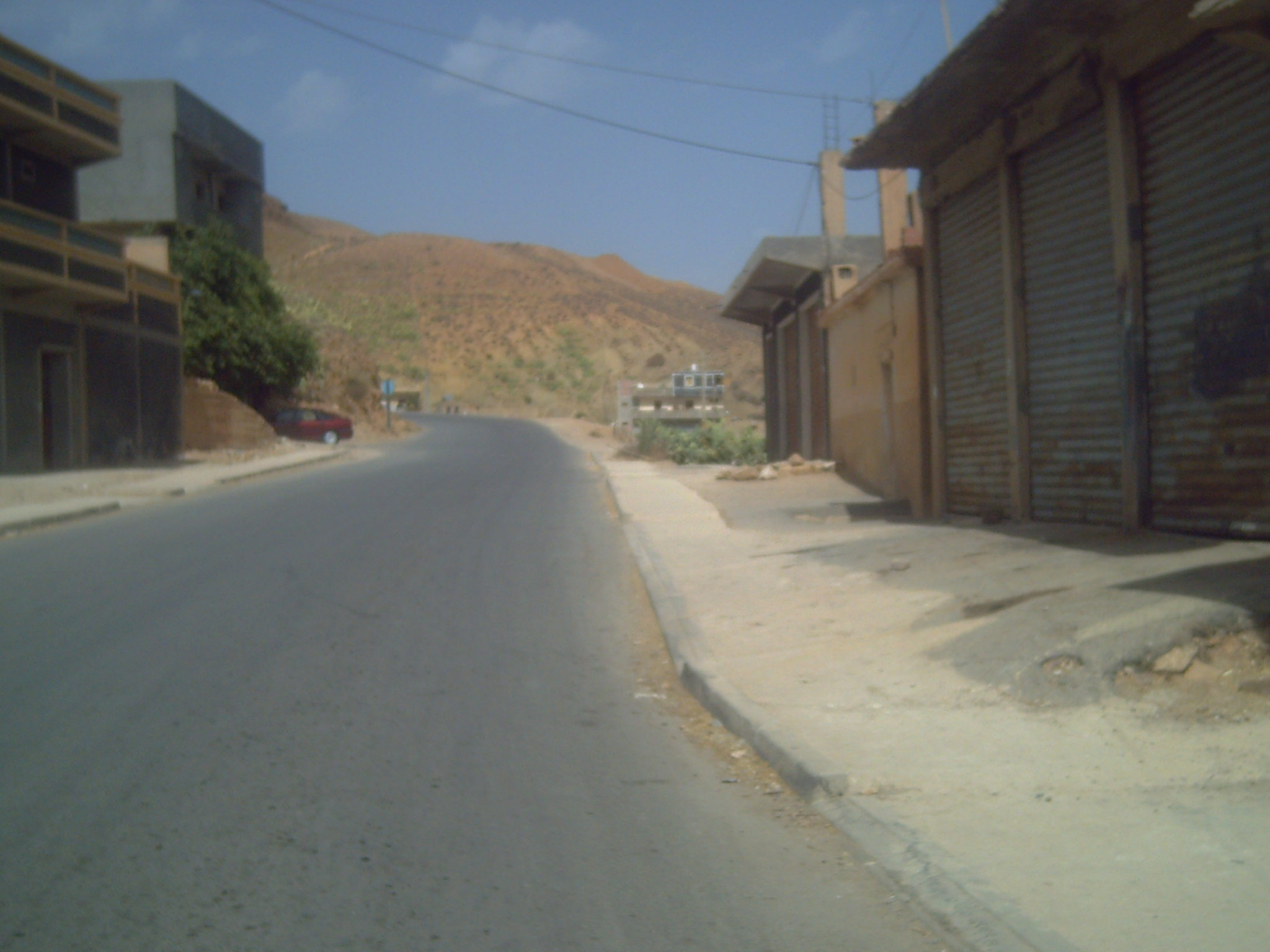
طريق بلدية شير
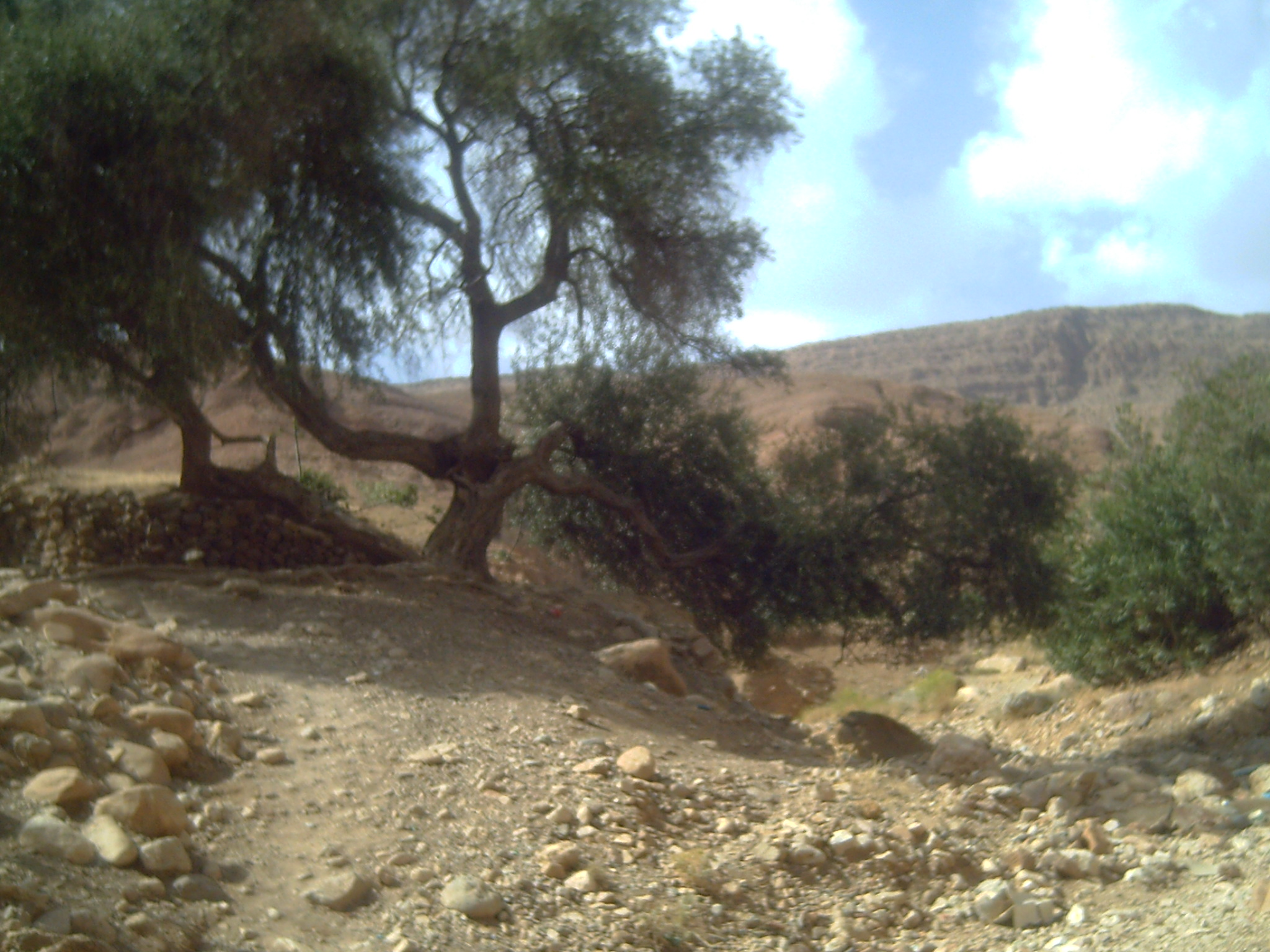
منظر الأشجار في شير
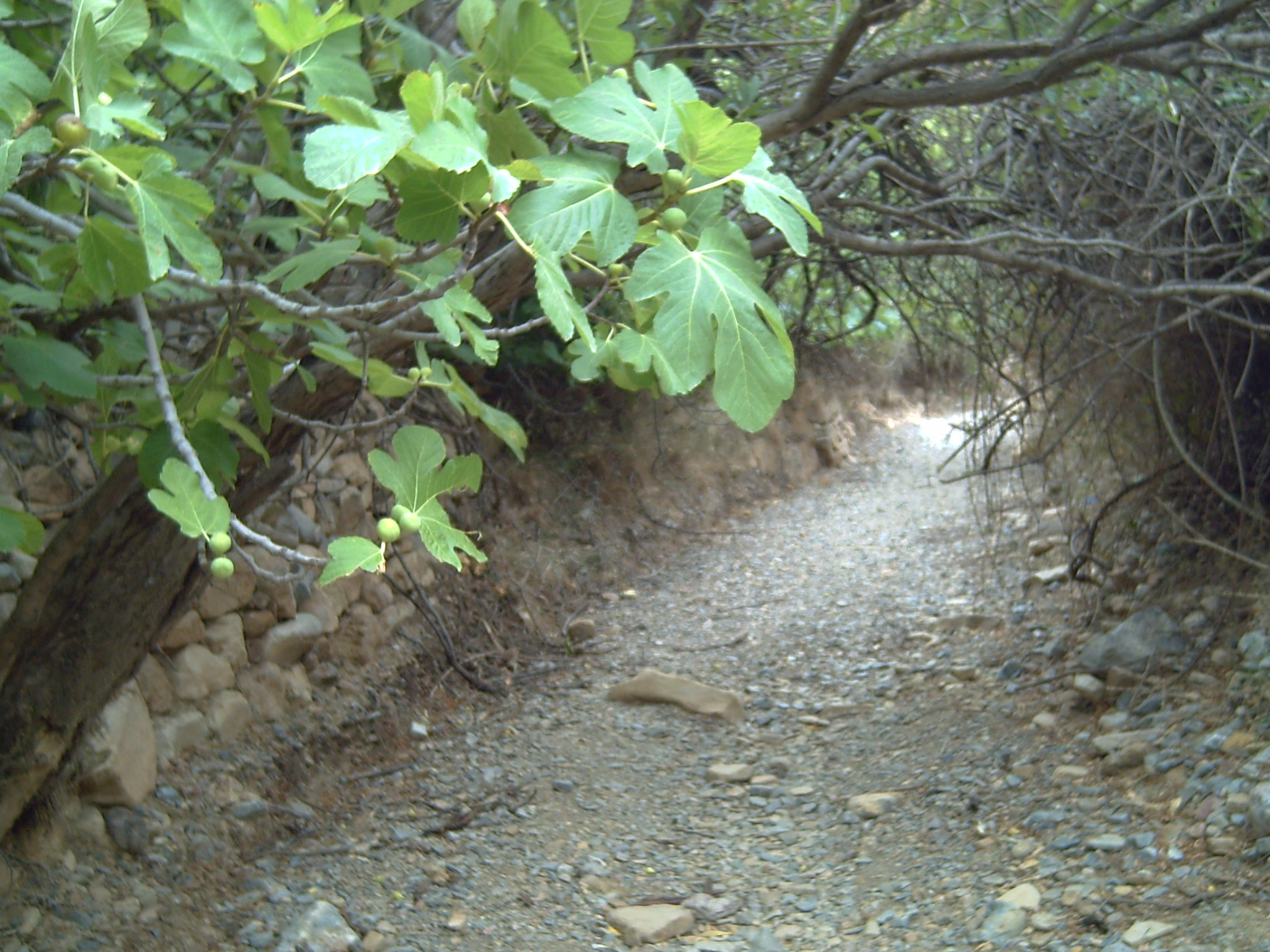
طبيعة لا تقاوم
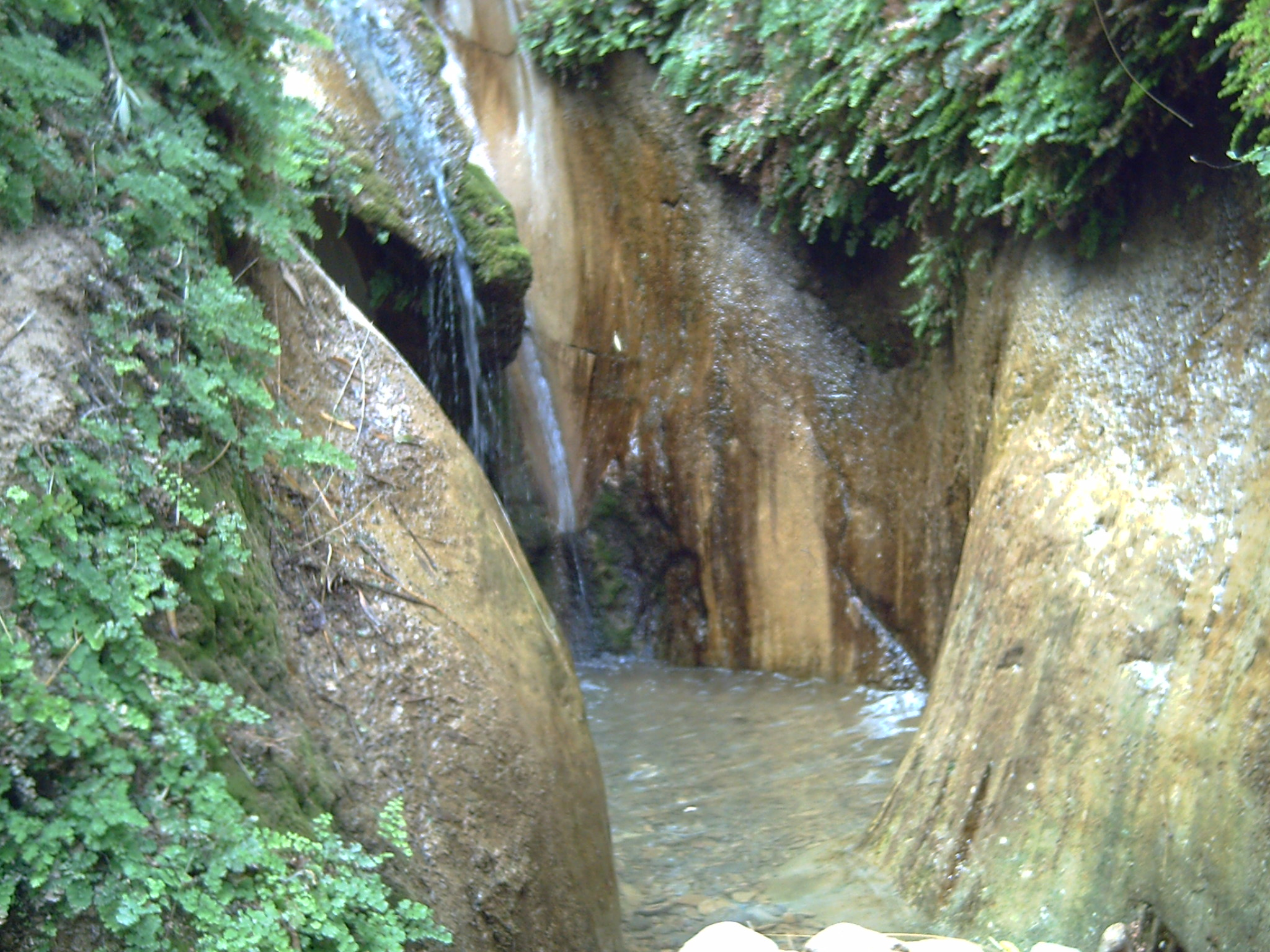
حمام أربيع
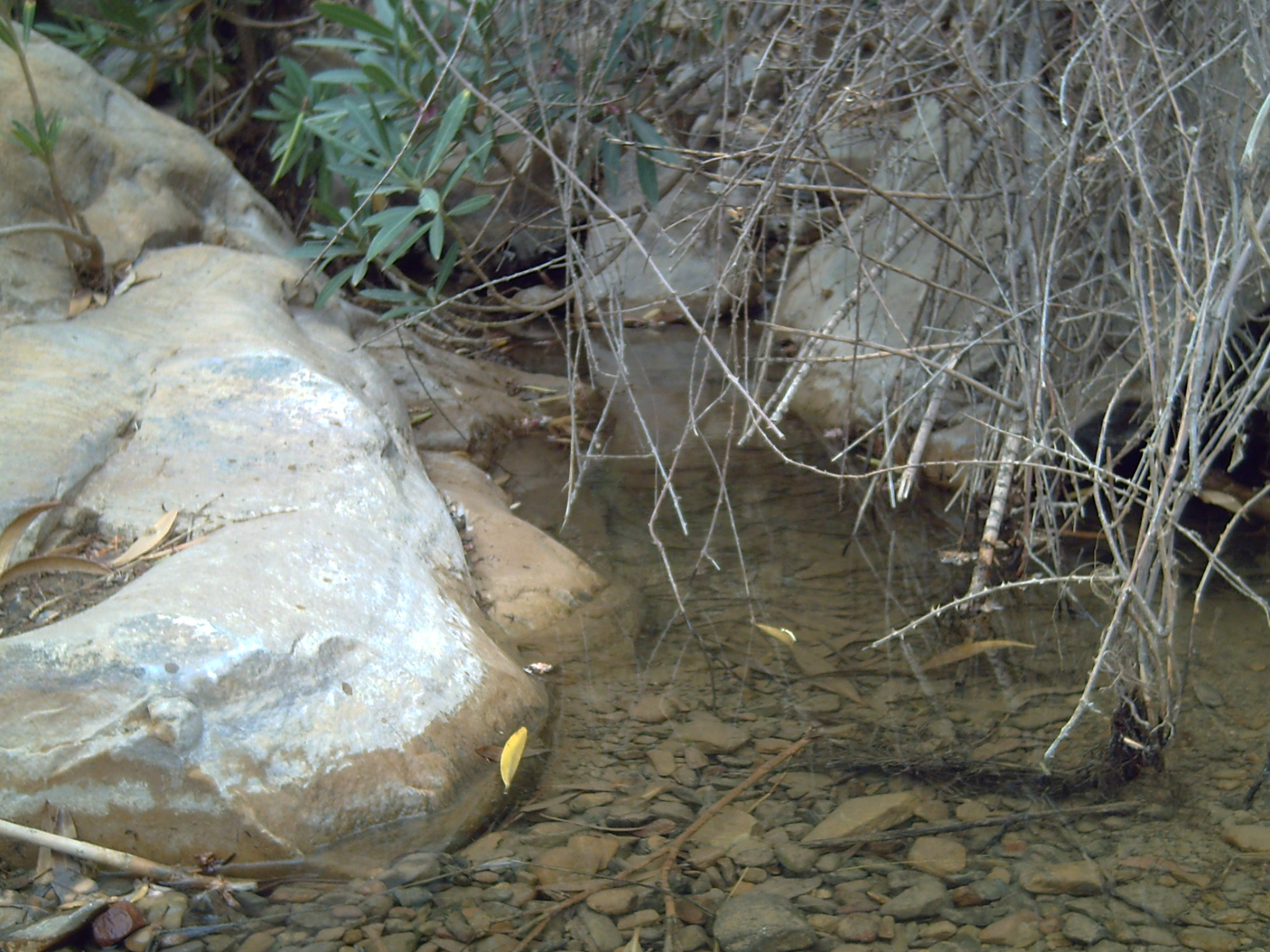
منظر طبيعي في شير *الماء*